# Ijen
Ijenski vulkanski kompleks je skupina stratovulkanov, ki so na meji med regentstvoma Banyuwangi in Bondowoso, vzhodna Java, Indonezija.
V notranjosti je večja kaldera Ijen, ki je široka približno 20 kilometrov. Stratovulkan Gunung Merapi je najvišja točka tega kompleksa. Ime "Gunung Merapi" pomeni 'gora ognja' v indonezijskem jeziku (api je 'ogenj'); Mount Merapi na osrednji Javi in Marapi na Sumatri imata enako etimologijo.
Zahodno od Gunung Merapija je vulkan Ijen, ki ima en kilometer široko kratersko jezero turkizne barve. Jezero je mesto delovno intenzivnega rudarjenja z žveplom, v katerem se z dna kraterja ročno prenaša žveplo v napolnjenih košarah. Delo je dobro plačano glede na življenjske stroške na tem območju, vendar je zelo težavno.  Delavci zaslužijo okoli 50.000–75.000 Rp (5,50–8,30 USD) na dan in ko so enkrat iz kraterja, morajo še vedno prenašati svoj tovor žvepla približno tri kilometre do bližnje doline Paltuding na tehtanje. 
Številni drugi postkalderni stožci in kraterji so znotraj kaldere ali ob njenem robu. Največja koncentracija postkalderih stožcev poteka vzhod-zahod preko južne strani kaldere. Aktivni krater Kawah Ijen ima premer 722 metrov in površino 0,41 kvadratnega kilometra. Je 200 metrov globok in ima prostornino 36 kubičnih hektometrov.
Jezero je priznano kot najbolj kislo kratersko jezero na svetu.  Prav tako je izvir za reko Banyupahit, ki ima posledično zelo kislo in kovinsko obogateno rečno vodo, ki ima pomemben škodljiv učinek na ekosistem reke v spodnjem toku .. Od 14. do 15. julija 2008 je raziskovalec George Kourounis z majhnim gumijastim čolnom odplul na kislo jezero in izmeril njegovo kislost. pH vode ob robovih jezera je bil izmerjen na 0,5, na sredini jezera pa 0,13 zaradi visoke koncentracije žveplove kisline. 

## Modri ogenj v kraterju
Ko je National Geographic omenil električno modri plamen Ijana, se je število turistov povečalo . Pojav se je znan že dolgo časa, vendar prej ni bilo polnočnih pohodov. Potreben je dvourni pohod do roba kraterja, nato pa 45-minutni pohod do obrežja kraterja. Modri ogenj nastane ko se vžge žveplov plin, ki izhaja iz razpok pri temperaturah do 600 ° C.
Plamen je lahko visok do pet metrov; del plina se kondenzira v tekočino in se še vedno vžge.  To je največje območje modrega plamena na svetu, lokalni prebivalci pa ga imenujejo 'modri ogenj'.

## Rudnik žvepla Ijen
Aktivna odprtina na robu jezera je vir elementarnega žvepla in omogoča rudarjenje. Tekoči vulkanski plini se usmerjajo skozi mrežo keramičnih cevi, kar povzroči kondenzacijo staljenega žvepla. 
Žveplo, ki je staljeno temno rdeče barve, se počasi izlije iz koncev teh cevi in bazenov na tla, pri čemer postane svetlo rumeno ob ohladitvi. Rudarji razbijejo ohlajeno snov na velike kose in jo odnesejo v košarah. Rudarji prenašajo obremenitve v razponu od 75 do 90 kilogramov, 300 metrov do roba kraterja, z naklonom od 45 do 60 stopinj in nato še 3 kilometre navzdol po gori na tehtanje. Večina rudarjev potuje dvakrat na dan.
Bližnja rafinerija žvepla plačuje rudarjem težo prinesenega žvepla; od septembra 2010 so bili značilni dnevni zaslužki enaki približno 13 USD. Rudarji so pogosto nezadostno zaščiteni pri delu okoli vulkana  in se pritožujejo nad številnimi dihalnimi boleznimi. Obstaja 200 rudarjev, ki naberejo 14 ton na dan - približno 20% stalnega dnevnega depozita. 

## Geopark
Globalni geopark Ijen UNESCO, se ponaša z naravnimi čudesi in je znan po svoji vulkanski pokrajini, edinstvenih geoloških formacijah in kulturni dediščini. Obsega goro Ijen, stratovulkan s slikovitim turkiznim kraterskim jezerom, znanim kot Kawah Ijen, ki je najbolj kislo jezero na svetu, ter biosferni rezervat Belambangan, ki ga je UNESCO leta 2016 razglasil za svetovno znano kot park.

## V popularni kulturi
Ijen in njegovo žveplovo rudarstvo sta bila predstavljena v filmu Ring of Fire iz leta 1991 IMAX in kot tema v 5. epizodi televizijskega dokumentarnega filma BBC Human Planet.
V dokumentarnem filmu War Photographer, novinar James Nachtwey obišče Ijen in se trudi, da fotografira delavce. Film Michaela Glawoggerja Workingman's Death se nanaša na delavce nabiralce žvepla.

## Galerija
- Kawah Ijen vulkan in kratersko jezero kot se vidi iz Landsata 8
- Žvepleno jezero, Gorski kotel Kawah Ijen
- Mt. Merapi, Ijen
- Izdelki z žvepla iz Ijena
- Modri ogenj Kawah Ijen
- Kawah Ijen – rudnik žvepla
- Nabiralec žvepla
- Kawah Ijen